# Lago Pozzillo
Il lago di Pozzillo è un lago della Sicilia centrale vicino a Regalbuto in provincia di Enna.

## Geografia

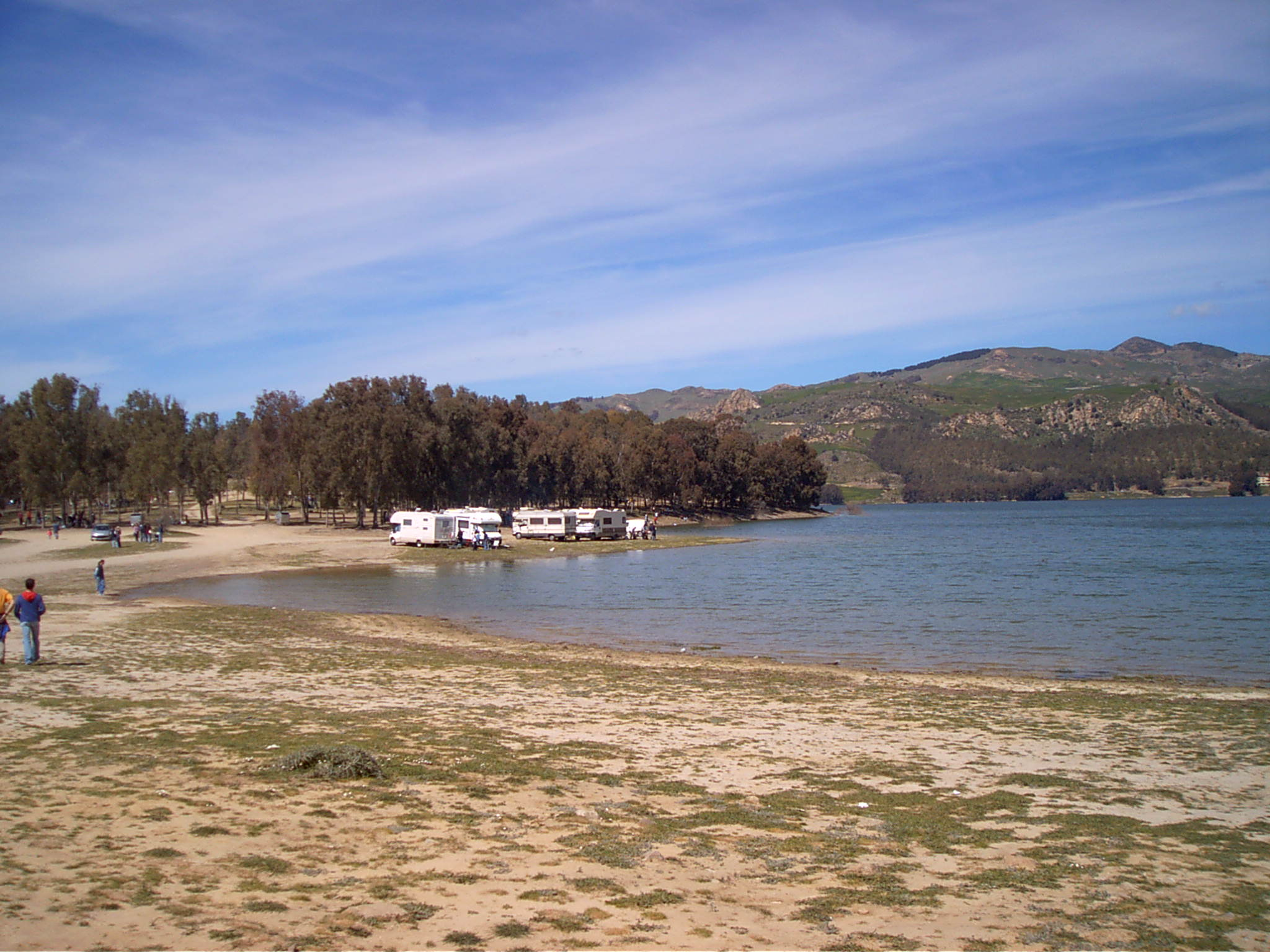
Sponde del lago

Si trova al centro dell'isola, nella provincia di Enna tra le ultime propaggini dei monti Erei e i monti Nebrodi.
Realizzato mediante una diga in calcestruzzo armato sul fiume Salso (affluente del Simeto) costruita in prossimità di Regalbuto. Il lago riceve le acque del Salso raccogliendo anche quelle dei torrenti che scendono dalle alture circostanti. Tutt'intorno si è sviluppato un bosco in buona parte di alberi di Eucaliptus.

## Collegamenti
Il lago è facilmente raggiungibile dall'autostrada A19 Palermo-Catania, con svincolo di Catenanuova e breve tratto di una dozzina di chilometri, oppure sempre dall'autostrada A19 Palermo-Catania con l'uscita di Agira e proseguimento per Regalbuto, o ancora, mediante la strada statale 121 da Catania o da Palermo. Fino ad alcuni decenni era raggiungibile anche tramite la ferrovia Catania-Motta-Regalbuto che nell'ultimo tratto, da Sparacollo a Regalbuto, si snodava lungo le sue rive. La linea ferroviaria fu intensamente utilizzata negli anni cinquanta per il trasporto dei materiali necessari alla costruzione della diga e dell'invaso.

## Attività correlate
Il Pozzillo ha una capacità pari a 150 milioni di metri cubi d'acqua, il cui utilizzo è in parte per l'agricoltura locale.
Attorno al lago si è sviluppata un'area boschiva costituita essenzialmente da eucalipti oggi di interesse naturalistico.
Attorno al lago sono sorte alcune strutture sportive; oltre a un centro sportivo polivalente, è praticato il canottaggio, sport di cui l'invaso è uno dei fulcri a livello regionale, con decine di gare ogni anno, e importanti eventi nazionali. Nel 2014 è stato inaugurato un parco a tema.

## Galleria d'immagini

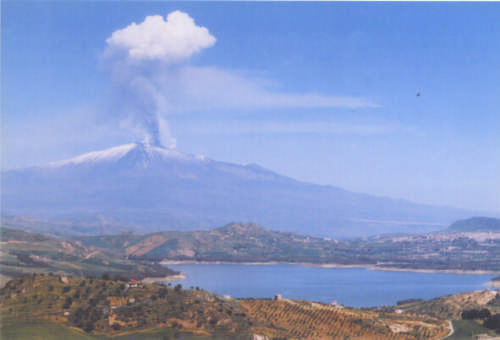
Il Lago Pozzillo da Agira
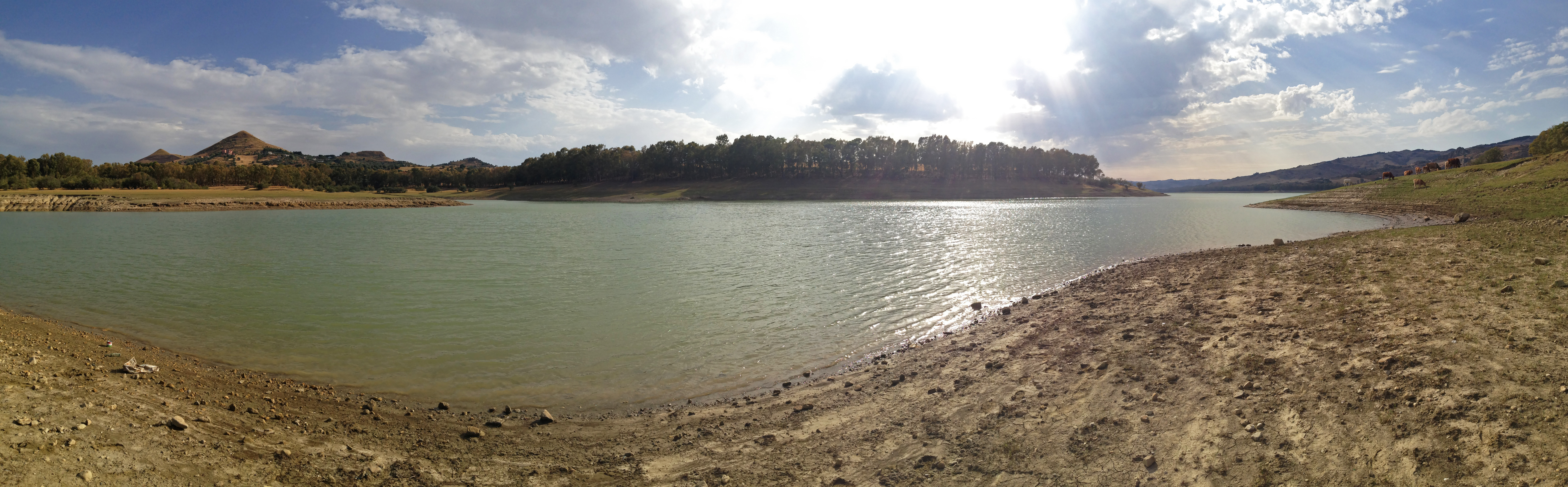
Panorama del lago
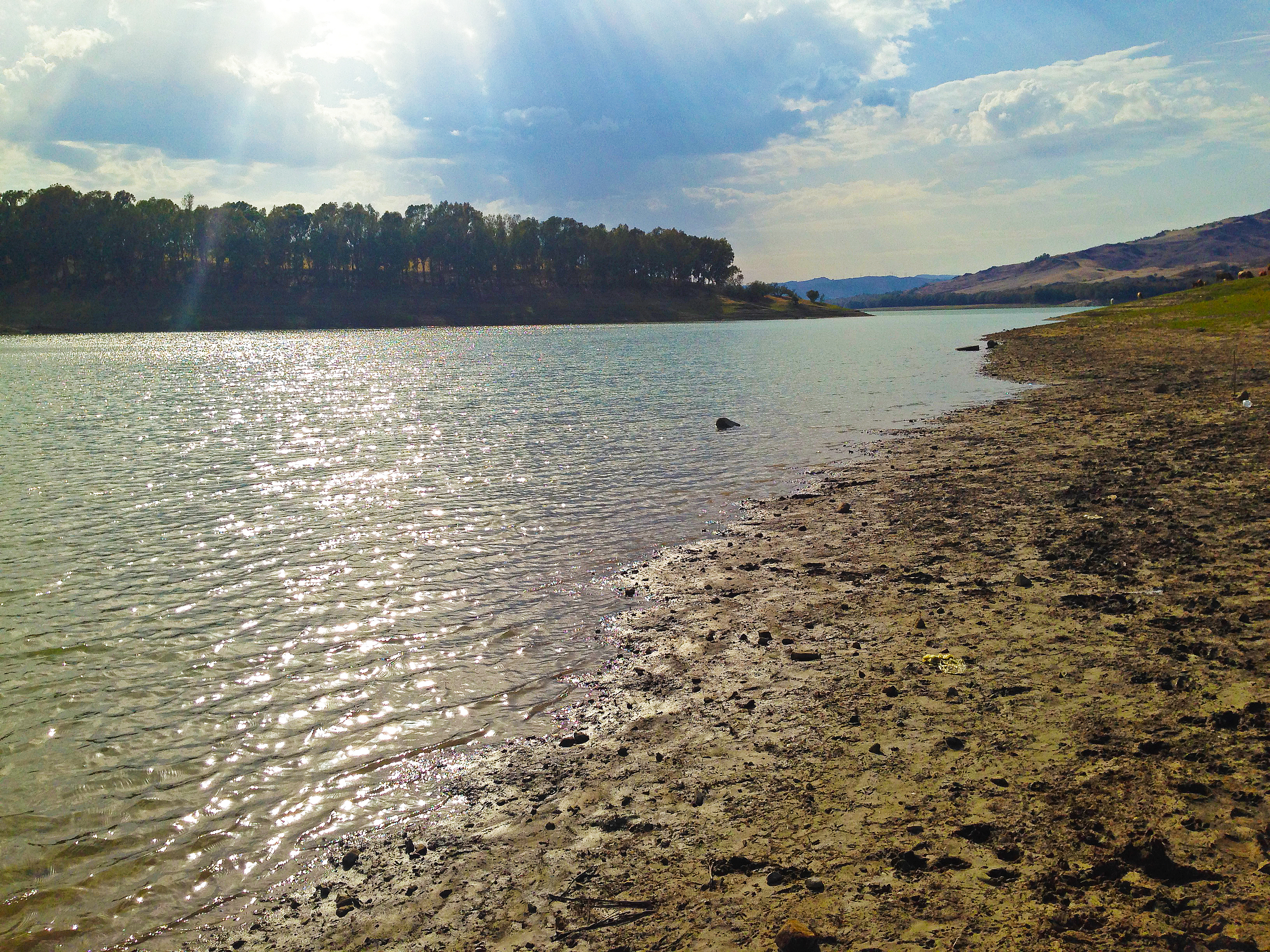
Sponda del lago
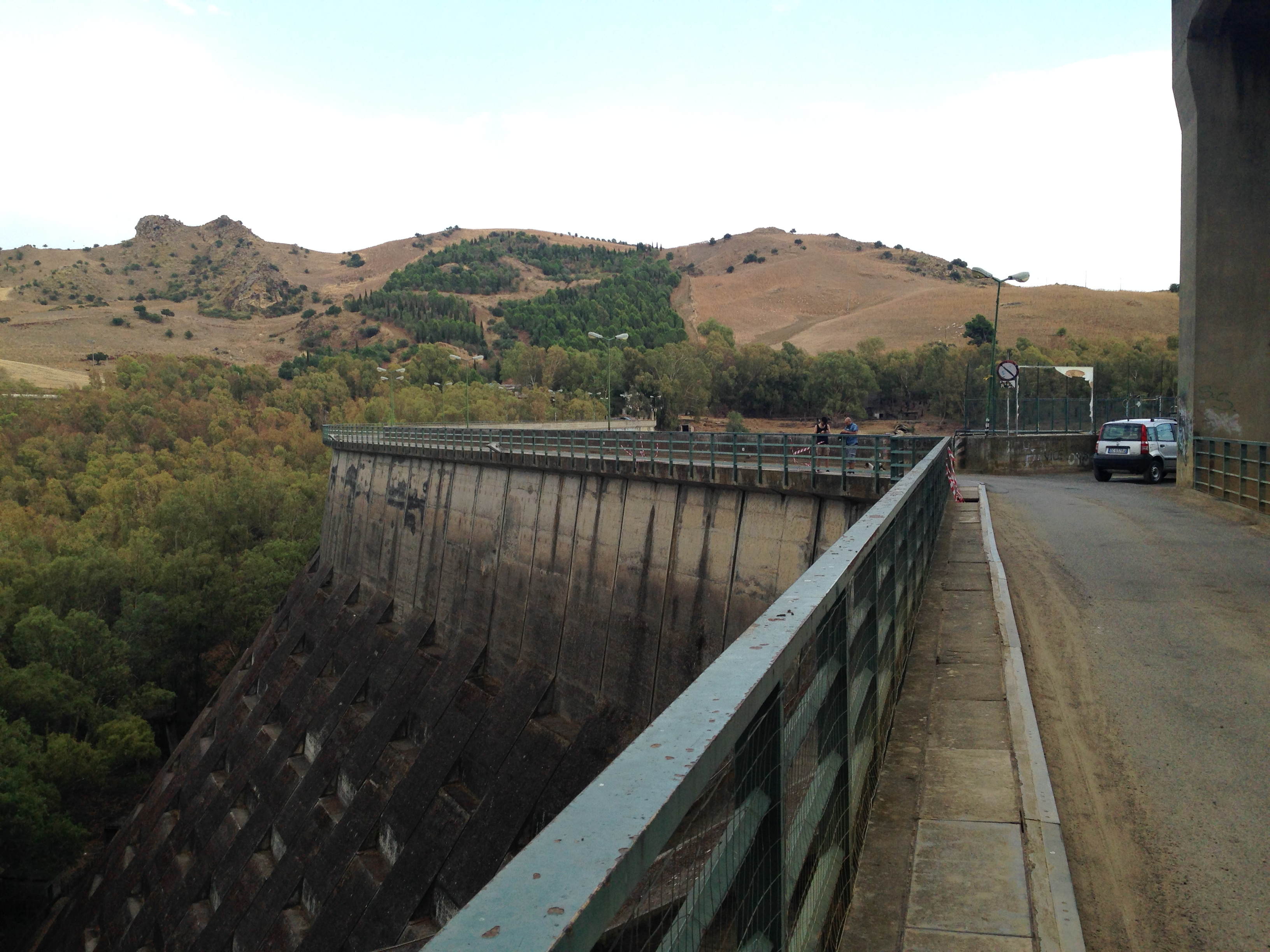
La diga
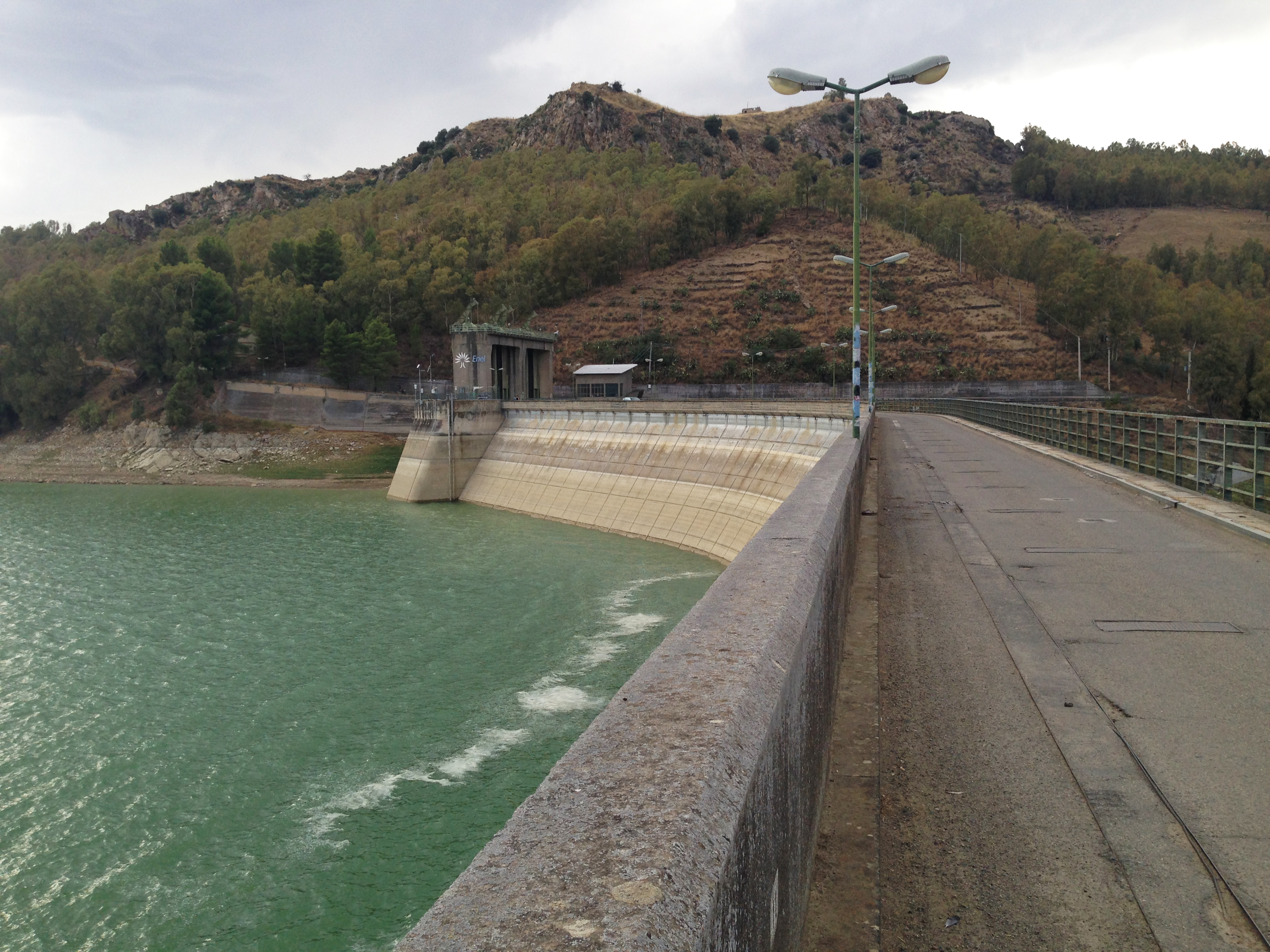
Prospettiva della diga